# Rock Falls (Iowa)
|  | Dieser Artikel wurde aufgrund von inhaltlichen Mängeln auf der Qualitätssicherungsseite des Projektes USA eingetragen. Hilf mit, die Qualität dieses Artikels auf ein akzeptables Niveau zu bringen, und beteilige dich an der Diskussion! Eine nähere Beschreibung der zu behebenden Mängel fehlt. |

Rock Falls ist ein Dorf im Cerro Gordo County im Norden des US-Bundesstaates Iowa. Rock Falls hat eine Fläche von 0,5 km². Die Bevölkerungsdichte liegt bei 300 Einwohnern pro km². 
Das U.S. Census Bureau hat bei der Volkszählung 2020 eine Einwohnerzahl von 150 ermittelt.
Rock Falls liegt am Shell Rock River.